# Depot von Purkarec
Das Depot von Purkarec (auch Hortfund von Purkarec) ist ein Depotfund der frühbronzezeitlichen Aunjetitzer Kultur aus Purkarec, einem Ortsteil von Hluboká nad Vltavou im Jihočeský kraj, Tschechien. Es datiert in die Zeit zwischen 1775 und 1631 v. Chr. Das Depot befindet sich heute im Museum von Týn nad Vltavou.

## Fundgeschichte
Das Depot wurde 2007 westlich von Purkarec im Wald mit einem Metalldetektor entdeckt. Anschließend erfolgte eine archäologische Nachuntersuchung. Die Fundstelle befindet sich am Rand eines kleinen Plateaus unterhalb eines Berggipfels. Die Funde lagen in 20 cm Tiefe in einer mit Steinen ausgekleideten Grube.

## Zusammensetzung
Das Depot besteht aus 74 kupfernen Spangenbarren und 14 abgebrochenen Fragmenten. Die Barren waren zu Bündeln von je 5–6 Stück geordnet worden. Die Bündel wurden von Grasschnüren zusammengehalten, von denen sich Reste erhalten hatten. Es war dadurch möglich, das Alter des Depots mittels Radiokarbonmethode auf 1775–1631 cal BC zu bestimmen. Das Gesamtgewicht der Funde beträgt 11,387 kg.